# Laportea bulbifera
Laportea bulbifera là loài thực vật có hoa trong họ Tầm ma. Loài này được (Siebold & Zucc.) Wedd. mô tả khoa học đầu tiên năm 1856.